# Glen Selbo
Glendon Laverne Selbo, detto Glen (La Crosse, 29 marzo 1926 – Sun City West, 29 maggio 1995), è stato un cestista statunitense, professionista nella NBL, nella NBA e nella NPBL.

## Carriera
Venne selezionato dai Toronto Huskies al primo giro del Draft BAA 1947 (2ª scelta assoluta).